# Panna Wodna (1623)
Panna Wodna – polski okręt wojenny - pinka (pinasa). Prawdopodobnie został zbudowany w Gdańsku w 1623 roku. W źródłach okręt ten występuje pod niemiecką nazwą Meerweib, "Panna Wodna" jest jej przypuszczalnym tłumaczeniem.

## Historia
"Panna Wodna" wchodziła w skład pierwszej eskadry okrętów polskich biorącej udział w zwycięskiej bitwie z eskadrą szwedzką pod Oliwą 28 listopada 1627. Dowodził nią wtedy kapitan Adolf von Argen. W toku bitwy, "Panna Wodna" wspomagała admiralski galeon "Święty Jerzy", atakując i ostrzeliwując szwedzki galeon "Tigern".
2 grudnia 1627 roku "Panna Wodna" została wysłana w rejs rozpoznawczy w składzie eskadry czterech okrętów (ponadto "Latający Jeleń", "Arka Noego" i "Żółty Lew"). Z rozpoznania powróciła jako pierwsza 10 grudnia, uszkodzona przez sztorm, który rozproszył eskadrę. 15 kwietnia 1628 "Panna Wodna" wyruszyła w kolejny rejs rozpoznawczy w składzie czterookrętowej eskadry (z "Żółtym Lwem", "Czarnym Krukiem" i "Feniksem"). 23 kwietnia powróciła do Gdańska ze zdobytym statkiem hamburskim. 2 maja kapitanem okrętu został Macke. Podczas ataku szwedzkich wojsk wspieranych przez artylerię na polskie okręty stojące u ujścia Wisły koło Twierdzy Wisłoujście 6 lipca 1628, "Panna Wodna" została wycofana w górę rzeki nie ponosząc strat.
W styczniu 1629 roku "Panna Wodna" wraz z innymi polskimi okrętami została oddana przez króla Zygmunta III Wazę na służbę habsburskiej Ligi Katolickiej toczącej wojnę trzydziestoletnią, przybywając do Wismaru 8 lutego. Polskie okręty, stacjonując w Wismarze walczyły z flotą duńską i szwedzką w sporadycznych drobnych potyczkach. W styczniu 1632 Wismar skapitulował i "Panna Wodna" z innymi okrętami wpadła w ręce Szwedów, którzy wcielili ją następnie do swojej służby (jako "Meerweib").

## Dane
- pojemność: 80 łasztów (ok. 160 ton)
- długość kadłuba między stewami - ok. 23,7 m (84 stopy amsterdamskie)
- szerokość kadłuba - ok. 5,4 m (19 stóp)
- załoga: 30 marynarzy i do 50 żołnierzy piechoty morskiej
- uzbrojenie: 12 dział niewielkich wagomiarów w baterii burtowej:
  - 2 bastardy 6-funtowe (żelazne)
  - 2 bastardy 5-funtowe (żelazne)
  - 2 średniaki 3-funtowe (żelazne)
  - 2 (3?) falkony 3-funtowe (brązowe)
  - 2 falkony 2-funtowe (brązowe)
  - 2 falkonety (prawdopodobnie 3/4-funtowe) (brązowe)
  - ponadto 4 miotacze kamieni

Zobacz też: okręty polskie do XVII wieku, SS Panna Wodna - statek pasażerski

## Literatura
- Eugeniusz Koczorowski, "Bitwa pod Oliwą", Wydawnictwo Morskie, Gdynia 1968